# Towei jezik
Towei jezik (towe; ISO 639-3: ttn) papuanski jezik porodice pauwasi kojim govori oko 120 ljudi u selu Towe Hitam, južno od Jayapura, na indonezijskom dijelu otoka Nova Gvineja. Zajedno s jezikom tebi ili dubu čini zapadnopauwasku skupinu.
U upotrebi su i yetfa [yet] ili indonezijski [ind]

## Vanjske poveznice
- Ethnologue (14th)
- Ethnologue (15th)